# Tetraodorhina integripennis
Tetraodorhina integripennis är en skalbaggsart som beskrevs av Moser 1911. Tetraodorhina integripennis ingår i släktet Tetraodorhina och familjen Cetoniidae. Inga underarter finns listade i Catalogue of Life.